# Rage of Light
Rage of Light (kurz ROL) ist eine schweizerische Musikgruppe. Musikalisch ist die Gruppe dem Trance Metal und Melodic Death Metal zuzuordnen. Die Musikgruppe steht bei Napalm Records unter Vertrag. Offiziell wurde sie 2015 gegründet.

## Geschichte
Jonathan Pellet spielte seit 2007 mit dem Gedanken, eine Musikgruppe zu gründen, die Elemente aus dem Trance Metal und dem Melodic Death Metal verbindet. Aufgrund der Arbeiten mit seiner Band Dysrider (von 2007 bis 2014 hieß die Musikgruppe Trophallaxy) hatte er jedoch für ein zweites Musikprojekt keine Zeit. Nachdem sich 2015 abzeichnete, dass es für das Projekt Dysrider keine Zukunft geben wird (Auflösung 2016), widmet er sich wieder seiner Idee und konnte Melissa Bonny, Sängerin der Gruppe Evenmore, für die Band gewinnen. Bonny wirkte außerdem, in den Jahren 2018 bis 2020, bei der Musikgruppe Warkings unter dem Pseudonym Queen of the Damned als Gastsängerin mit. Gitarrist Noé Schüpbach vervollständigte die Gruppe. 2021 verließ Bonny die Gruppe um sich auf ihre Band Ad Infinitum zu konzentrieren. Im selben Jahr wurde die polnische Sängerin (ex Ascend The Hollow, bis 2022) und Buchautorin Martyna Halas neue Sängerin der Band. 
2016 erschien am 27. Februar die EP Chasing a Reflection im Selbstverlag. 2017 wurde das Lied Twilight of the Thunder God der schwedischen Metal-Band Amon Amarth gecovert und erschien als Single über recordJet. Im selben Jahr wurde mit Mechanicals eine weitere Single veröffentlicht. 2018 folgten die Singles I Can, I Will und Judas, letzteres ist ein Coversong des gleichnamigen Liedes von Lady Gaga. Über das Musiklabel Napalm Records wurde am 29. März 2019 das erste Musikalbum Imploder vertrieben, das neben den bisher veröffentlichten Singles (außer der Single Judas) fünf neue Lieder enthält. Für das Album wurde der Coversong Twilight of the Thunder God neu eingespielt und erhielt nun deutlich klareren Klargesang von Bonny als bei der 2017er Aufnahme. 
Im Jahr 2021, am 8. Dezember, erschien das zweite Album Redemption wieder als eine Eigenproduktion. Auf diesem Voll-Album ist Martyna Halas erstmals als Stimme von ROL zu hören.
Zu mehreren Liedern erschienen Musikvideos, die auf dem bandeigenen YouTube-Kanal oder dem von Napalm Records hochgeladen wurden. Die Videos erreichen Abrufzahlen im Millionenbereich.

## Diskografie
Alben
- 2019: Imploder (Erstveröffentlichung: 29. März 2019, Napalm Records)
- 2021: Redemption (Erstveröffentlichung: 8. Dezember 2021, Eigenverlag)

EPs
- 2016: Chasing a Reflection (Erstveröffentlichung: 27. Februar 2016, Eigenverlag)

Singles
- 2017: Twilight of the Thunder God (Erstveröffentlichung: 22. Februar 2017, Eigenverlag)
- 2017: Mechanicals (Erstveröffentlichung: 9. August 2017, Eigenverlag)
- 2018: I Can, I Will (Erstveröffentlichung: 25. Januar 2018, Eigenverlag)
- 2018: Judas (Erstveröffentlichung: 8. Mai 2018, Eigenverlag)